# Kaputan
Kaputan är en ort i Armenien. Den ligger i provinsen Kotajk, i den centrala delen av landet, 22 kilometer nordost om huvudstaden Jerevan. Kaputan ligger 1 738 meter över havet och antalet invånare är 1 252.
Terrängen runt Kaputan är lite bergig. Närmaste större samhälle är Abovjan, 8,7 kilometer sydväst om Kaputan. 
Trakten runt Kaputan består i huvudsak av gräsmarker. Runt Kaputan är det ganska tätbefolkat, med 149 invånare per kvadratkilometer.